# 매슈 자비스
매슈 토머스 자비스(Matthew Thomas Jarvis, 1986년 5월 22일 - )는 잉글랜드의 전 축구 선수이다.